# Simon Lévy

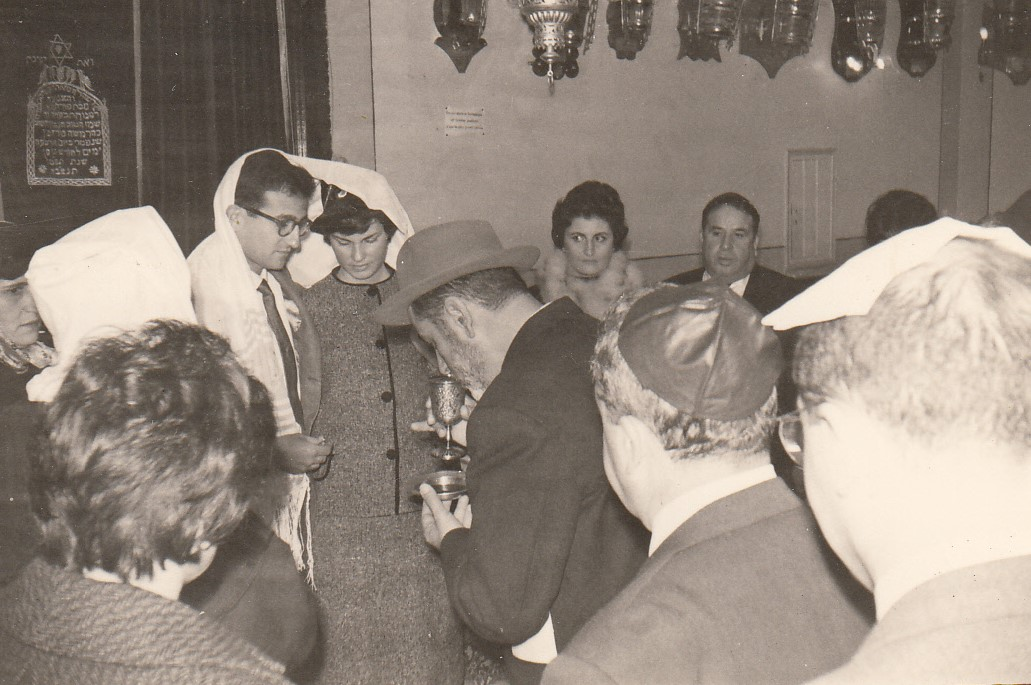
Boda de Simon Lévy con Encarnación Rajel por el rito judío

Simon Lévy fue un intelectual, hispanista, arabista, profesor de la Universidad de Rabat, investigador y sindicalista de nacionalidad marroquí y religión judía nacido en Fez el 5 de enero de 1934y fallecido en Casablanca el 1 de diciembre de 2011 con 77 años. Sus proyectos más conocidos son la creación de la Fundación del Patrimonio Cultural Judeo-marroquí en 1993y la posterior apertura del Museo del Judaísmo Marroquí en Casablanca en 1997.

## Biografía
Simon Lévy nació en Fez en una familia judía tradicional marroquí. Ya adulto, en Casablanca, formó su propia familia junto a Encarna, hija de republicanos españoles desplazados desde Orán, con la que tuvo dos hijos, Jacques y Jean.
Como hispanista comenzó su recorrido con una tesina sobre Abd el-Krim y se dedicó al estudio e investigación de los vestigios sefardíes en el dialecto árabe marroquí. También, como protector de la herencia judeo-marroquí, como sindicalista en el ámbito de la educación, como político comunista que llevó a cabo una lucha ferviente por conseguir la democracia en Marruecos y, finalmente, como activista frente a la administración del partido político y de la Universidad de los que formó parte, así como frente a la colectividad judía marroquí, por su falta de acción e, incluso, frente a los sionistas. Igualmente, se le reconoce su habilidad para el diálogo, la escucha, el conseguir que los demás hiciesen las cosas por ellos mismos, la constancia, la ética y el compromiso.
Según lo afirmado por Mohamed Elmedlaoui en su artículo en recuerdo a Simon Lévy, su apego a su identidad marroquí es tal que se puede resumir en una anécdota recurrente: no perdía ocasión de corregir a cualquier compatriota que le llamara Simon o le presentara como tal ante los demás. Insistía en el _ayn(_) de su nombre de pila en su forma marroquí: Shem_oun, igual que el difunto Haïm Zafrani insistía en el _ayn de su nombre en su forma marroquí: Z_efrani.

## Pensamiento y acción política
En el ámbito político, Simon Lévy es conocido como un ferviente nacionalista, progresista y demócrata. Comenzó a defender la independencia de Marruecos y a luchar por ella hacia el final de su adolescencia, y, en 1954 se afilió a la Unión Marroquí de Trabajadores y a la Unión Nacional de Estudiantes Marroquíes, además de al Partido Comunista Marroquí (PCM)manteniendo su afiliación a este último hasta la década de los 60, cuando se suprimió dicho partido primero por Mohammed V en 1960 y, luego, por Hassan II en 1969.A pesar de lo anterior, siguió vinculado a esta corriente política bajo sus dos nuevas denominaciones, Partido de Liberación y Socialismo (PLS 1967-69) y Partido del Progreso y del Socialismo (PPS) desde 1973 hasta su muerte.
En relación con su activismo político, resulta relevante mencionar que, como consecuencia de su participación en la revuelta estudiantil de 1965, fue secuestrado y torturado durante ocho días.
Cabe resaltar su participación en la Marcha Verde, colaborando así en la lucha por recuperar el Sáhara Occidental colonizado por España. En las elecciones municipales de 1976 fue elegido por el PPS concejal del municipio de Aïn Diab, en Casablanca, cargo que mantuvo hasta 1983. Durante el periodo en el que trabajó como concejal, se dedicó, entre otras cosas, a crear bibliotecas locales y centros de formación profesional, así como a editar y colaborar en el periódico del partido Al Bayane.
En relación con su papel en las elecciones legislativas de 1993, resulta relevante que, a pesar de que su campaña para las elecciones de ese año no fue fructífera, tuvo el apoyo de muchas personas con peso en la sociedad, entre ellas, miembros de la Academia del Reino como Mohamed Chafik, Idriss Khalil o Abdellah Laroui, dirigentes universitarios y empresarios, así como personalidades del mundo del arte, la literatura, el cine o el periodismo. También formó parte de la dirección del PPS y, en 1997, optó a la Secretaría General  junto con Ismail Alaui como adversario dentro del mencionado partido, cuando su fundador, Ali Yata, falleció. No fue elegido, lo cual afectó sobremanera al humanista y supuso su fin en la dirección y en la opción a ser candidato del PPS. De hecho, se considera importante destacar que fue su naturaleza judeo-marroquí la que le impidió alcanzar la secretaría general en un partido tan nacionalista, no siendo elegido. Lo anterior, junto con el desacuerdo que empezó a sentir hacia el PPS por su distanciamiento respecto de los principios en los que inicialmente se asentaba, le siguió dificultando el conseguir más peso en el partido. Esta realidad le abocó a prestarle más atención al mundo cultural judeo-marroquí, siendo fruto de esto el Museo del Judaísmo Marroquí.

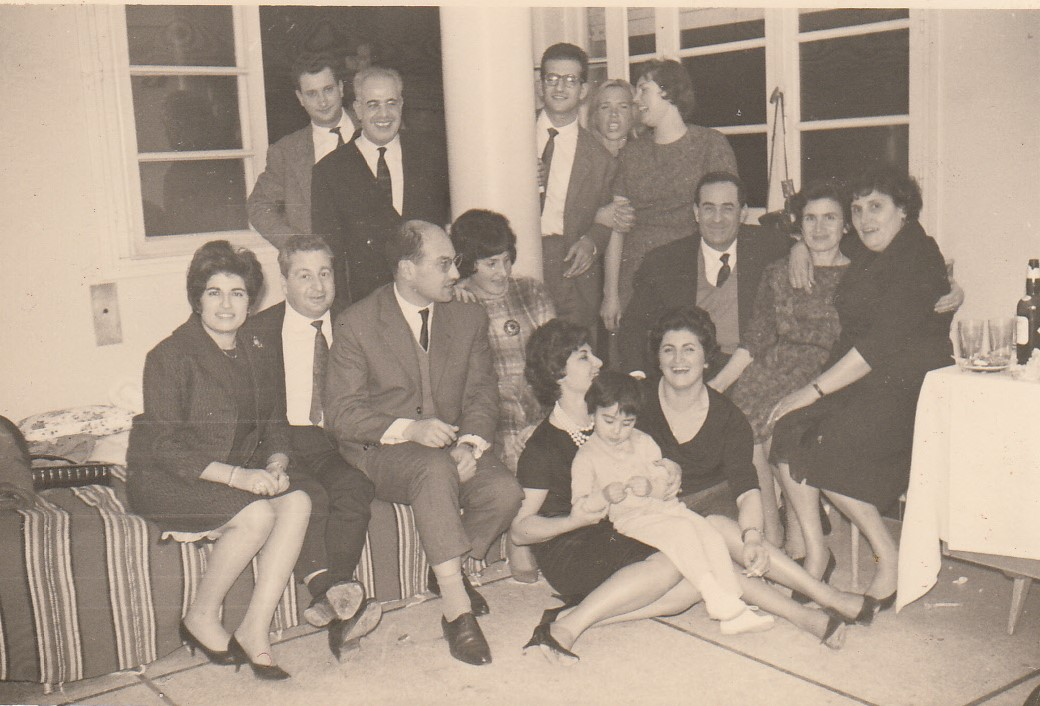
Simon Lévy con Ali Yata y sus respectivas esposas, Encarnación y Rosalía, que eran hermanas, acompañados de un grupo de familiares y camaradas.

Merece la pena mencionar que su carrera como político se vio a veces ensombrecida por manipulaciones perpetradas por sus contrincantes, como se puede observar en la campaña llevada a cabo por un candidato de la Unión Socialista de Fuerzas Populares (USFP) en Jarnac, en la cual se dio a entender que Simon Lévy apoyaba a Israel, aunque fuese un conocido no sionista.
Simón colaboró en el intento de mejora de las relaciones hispano-marroquíes, en estrecho contacto académico con profesores de Universidad, como Bernabé López García, de la Universidad Autónoma de Madrid, Ángeles Vicente, de la Universidad de Zaragoza o Jordi Aguadé de la Universidad de Cádiz. Con el primero amplió dichos contactos al nivel académico-político, contribuyendo a la observación de los procesos electorales marroquíes desde 1976. Como concejal del Ayuntamiento de Aïn Diab organizó una visita al Ayuntamiento de Madrid en 1979, contactando con el alcalde Tierno Galván.
Ejemplo de su intención de mejorar las relaciones entre España y Marruecos fue su participación activa en los encuentros entre intelectuales españoles y marroquíes de 1979 en Marruecos y 1980 en Barcelona, además de en el primer Comité Averroes entre 1976 y 2001.

## Obras y labor en la cultura judeo-marroquí

### Trabajo académico y de investigación
En el ámbito de la investigación, se centró principalmente en dos campos de trabajo, el hispanismo y la dialectología marroquí. Su puesto como profesor de la Universidad Mohamed V de Rabat en el departamento de lengua española justifica la investigación realizada respecto al hispanismo marroquí, ámbito en el que se le reconoce por sobresalir. En el caso de la dialectología marroquí, su dedicación se debe al hecho de haber formado parte de una de las comunidades judías marroquíes que utilizaba una variación del árabe como idioma para comunicarse, la cual sería la comunidad judía de Fez.
Lévy tiene obras como “Essais d'histoire & de civilisation judéo-marocaines” (o Ensayos sobre la historia y la civilización judeo-marroquí, en español), fruto de muchos años de trabajo dedicados a la cultura judeo-marroquí en general, y, a la comunidad judía-marroquí en concreto, permitiendo así a la sociedad marroquí el poder empaparse de un conocimiento más directo de esta comunidad, sobre todo, teniendo en cuenta que ahora muchos jóvenes relacionan la palabra “judío” o “Israelita” con  Israel, sionismo y el conflicto de Oriente Medio.
En los artículos que componen los capítulos de la obra mencionada, se observa cómo el autor quiere romper con la tendencia a relatar la historia de una manera simplista, en la que la historia de los países se describe desde la óptica de lo que se considera “bueno” o “malo” para cada comunidad. De hecho, se puede decir que el corazón de la obra está marcado por la influencia que tienen en la historia las dimensiones identitarias, aunque también valore conceptos materiales dentro del marco socioeconómico y sociocultural. Esta obra de Lévy será descriptiva y explicativa, ya que él nunca entró a justificar nada en ninguno de los posibles sentidos.
Son dos grandes conclusiones las que el autor saca de esta obra; que la Independencia de Marruecos ha convertido a los judíos marroquíes en ciudadanos y que existió una relativa pasividad de la comunidad judía, como comunidad como tal, durante la lucha por la independencia.
Escribió otros textos como el titulado “Le judaïsme tangérois et son essor au XIXe siècle” (o El judaísmo tangerino y su auge en el siglo XIX, en español), escrito para la “soirée judéo-hispano-française” celebrada en Tánger el 27 de mayo de 1997, durante la semana tangerina organizada por el Instituto Cervantes y el Institut Français de Tánger. 
En esta obra, Lévy describe positivamente el desarrollo cultural y social de la comunidad judía de Tánger: analiza el multilingüismo de los ciudadanos tangerinos, la influencia del sefardismo y el fuerte sentimiento asociado al mismo, la antigua historia que caracteriza a la ciudad, desde la conquista árabe hasta la portuguesa, los relatos de viajes en Marruecos de Samuel Romanelli, el desarrollo de Tánger a partir del siglo XIX gracias al comercio, principalmente marítimo, donde los judíos tuvieron un importante papel, pasando de intercambiar monedas a ser los futuros banqueros de la ciudad, el desarrollo financiero, educativo y de prensa de la ciudad, y, la modernización de la comunidad judía tangerina.

### Papel en la cultura judeo-marroquí y relación con España
Lévy fue un intelectual importante en Marruecos ya que quiso mantener la unión entre tres culturas diferentes, que convivieron y conviven a día de hoy, como son la árabe, judía y andaluza. Tal y como afirma la Junta de Andalucía, Lévy “fue un gran conocedor e impulsor de la Cooperación Internacional de la Consejería de Obras Públicas y Vivienda en Marruecos”. De hecho, trabajó en estrecha colaboración con la Junta de Andalucía para rehabilitar la Sinagoga Ben Gualid, situada en Tetuán. Dicha Sinagoga es importante para el pueblo judío que habita en el Magreb, en tanto en cuanto se ha convertido en un punto de peregrinación para los mismos. De aquí se deduce su interés por mantener la diversidad culturaly evitar que se produjese la ruina de todo un patrimonio histórico pluricultural en Marruecos.
Fue Secretario General de la comunidad judía en Casablanca desde 1977 y una de sus grandes aportaciones al mundo árabe fue la apertura, en 1997, del Museo del Judaísmo Marroquí en Casablanca; el primer museo de esta ciudad y el único museo judío en el mundo árabe. Fue la Fundación del patrimonio cultural judeo-marroquí, dirigida por el propio Simon Lévy desde su creación en 1993, la cual asentó las bases para que cuatro años después, se decidiese abrir las puertas del mencionado museo.
Asimismo, como ya se ha anunciado, Simon Lévy ha tenido una estrecha relación con España y su cultura, de la mano de su trabajo como investigador. Ejemplo de ello son: su colaboración con otros profesores de universidad como Ángeles Vicente, profesora de la Universidad de Zaragoza, la cual le ayudó con la edición de su tesis doctoral titulada “Parlers árabes des Juifs du Moroc. Histoire, sociolinguistique et géographie dialectale” (o “Lengua árabe de los judíos de Marruecos. Historia, sociolingüística y geografía dialectal”, en español) o como Bernabé López García, al cual adentró en el conocimiento de la política marroquí, como ya se ha descrito en epígrafes anteriores. Ángeles Vicente conoció a Lévy en un congreso que se produjo en Madrid en 1995, el cual recibió el nombre de “Peuplement et arabisation au Maghreb Occidental. Dialectologie et Histoire” (o Asentamiento y arabización en el Magreb Occidental. Dialectología e historia, en español). En dicho congreso, el investigador explicó la relevancia de la sucesión de acontecimientos a lo largo del tiempo para comprender las lenguas en un momento concreto, esto se traduce en que para comprender la diversidad lingüística de un idioma, con los distintos atributos que pueda tener, es necesario ser conocedor de la historia de las lenguas anteriores existentes en la misma zona geográfica, así como las que se han desarrollado de manera paralela a la analizada. Recuperó así la teoría del francés G.S. Colin, en la cual se afirma la repercusión del árabe andalusí en la configuración del árabe marroquí, al igual que probó cómo el español explicaba “muchas de las voces extranjeras del marroquí”. Según él, existe una influencia bidireccional a nivel lingüístico entre dos regiones vecinas.
Por otro lado, en relación a lo comentado sobre su investigación en dialectología árabe, Lévy decidió colaborar con los investigadores que también compartieran su interés por la misma, en vez de con los hispanistas. Por ello, estableció relaciones con la Universidad de Zaragoza y la de Cádiz desde hace muchos años. De hecho, la mayoría de los trabajos científicos realizados por Simon fuera de Marruecos, se produjeron en Zaragoza, como las actas del ya mencionado congreso Peuplement et arabisation au Maghreb Occidental. Dialectologie et Histoire o los artículos publicados en la revista “Estudios de dialectología norteafricana y andalusí (EDNA)” -publicada en Zaragoza entre 1996 y 2009- en los que colaboró. En estos artículos, se centraba en comentar la herencia que recibió el árabe marroquí del español y, mismo, del portugués. Del mismo modo, su tesis doctoral también fue publicada en Zaragoza. Dicha tesis, ya mencionada, con título “Parlers arabes des Juifs du Maroc: particularités et emprunts. Histoire, sociolinguistique et géographie dialectale”, y, cuya defensa fue realizada en la Universidad de París VIII en los años 90, estaba constituída por nueve tomos que aglutinan una gran obra comenzada en los años 70 y presentada veinte años después. Conviene resaltar que no pudo ser publicada hasta el año 2009. La tesis de Lévy tiene una gran importancia en su trabajo académico, no sólo por el tiempo que le dedicó, sino también por lo que consiguió compartir: el patrimonio judío-marroquí y sus variedades dialécticas como parte de la dialectología marroquí.
En lo referido al patrimonio judeo-marroquí, Lévy debía ser rápido en el trabajo de recopilación de datos, ya que corrían el riesgo de desaparecer. Por ello, decidió obtener los mismos de las distintas comunidades judías existentes en Marruecos, comenzando por la de Fez, y siguiendo por las de Meknès, Rabat-Salé, Sefrou, Debdou, Tafilalt, Marrakech, Essaouira, Safi, El Jadida, además de Midelt, y Dra, Azemmour. Seguidamente, en lo que concierne las variedades, Lévy se encargó de contextualizar cada comunidad en su marco geográfico, histórico y social, además de tener en cuenta las diferencias léxicas, morfológicas y fonéticas.
La mencionada tesis se divide en tres partes. La primera parte se enfoca en el contexto sociológico e histórico de las comunidades judeo-marroquíes, la segunda se centra en la descripción de las pluralidades judeo-marroquíes de Marruecos a finales del siglo XX, con aspectos en común a pesar de las diferencias generadas por motivos geográficos y por la unidad identitaria de carácter religioso-cultural. Y, la tercera parte está constituida por un glosario que estudia el léxico del resto de la obra. 
Como hispanista y arabista, a través de esta obra, plasma dos de sus grandes intereses, que son las lenguas árabes del colectivo judío marroquí y los hispanismos presentes en el árabe marroquí. Estos hispanismos se pueden explicar con motivo de la hakitia o variante del español que utilizaba el pueblo judío en Tánger y Tetuán, además de en otras ciudades del Norte de Marruecos. Esta variante llega desde de la Península Ibérica, en el siglo XV, después de la expulsión que sufrieron los judíos.
Simon Lévy defendía que la cultura judía formaba parte intrínseca de la identidad marroquí, al llevar los judíos asentados en Marruecos desde hace más de dos mil años. Del mismo modo, era un gran defensor de los derechos de los palestinos a tener un Estado, era un lingüista y experto en la lengua árabe, y sostenía que el patrimonio lingüístico hebreo, al igual que el español, tenían un peso importante en la composición del dialecto marroquí.

## Memoria
El día de su funeral, 4 de diciembre de 2011, en el cementerio judío Ben Msik en Casablanca, acudieron personalidades de todos los espectros políticos, ideológicos, socioculturales y religiosos. Algunos de ellos fueron Sion Asidon, el islamista y Jefe del Gobierno Abdelilah Benkirane, André Azoulay, Omar Aziman, el ex-primer ministro Abderrahman El Youssoufi, los ministros Moulay Ismaël Alaoui, Nabil Benabdallah, Khalid Naciri, Mohamed Elyazghi, Serge Berdugo y otros.
Tres meses después de su muerte, concretamente, el 9 de marzo de 2012, el Instituto Cervantes de Rabat rindió homenaje a Simon Lévy, agrupando a los escritores Bernabé López García y Driss Ksikes, el activista Sion Assidon y la profesora Ángeles Vicente. Moderado por el director del Instituto Cervantes de Rabat, el homenaje buscaba recordar el recorrido de Lévy, como figura judeo-marroquí importante a nivel político y cultural.

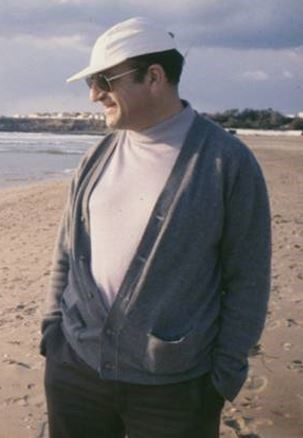
Mohammedia, abril 1983.

En 2014, la Asociación Mimouna, asociación cultural sin ánimo de lucro creada en 2007 por estudiantes musulmanes que tienen como objetivo preservar el patrimonio judeo-marroquí, decidió crear un premio en nombre de Simon Lévy, el padrino de la propia asociación. Las personas que reciben el premio Simon Lévy se han implicado por lo general en la conservación del Patrimonio Judío y en la promoción de esta cultura entre las jóvenes generaciones, lo que puede implicar un gran compromiso de forma muy regular.
Simon Lévy será recordado, entre muchas cosas,  por sus grandes aportaciones a Marruecos, entre las que destacar su ferviente labor por recuperar “monumentos, cementerios, objetos de culto y de la vida cotidiana sin los que su historia quedaría incompleta”,  además de su gran trabajo de recopilación y archivo del patrimonio marroquí.